# Kelvin van der Linde
Kelvin van der Linde (Johannesburg, 20 juni 1996) is een Zuid-Afrikaans autocoureur. Hij is vooral bekend van het winnen van de ADAC GT Masters in 2014 en van het winnen van de 24 uur van de Nürburgring in 2017, 2022 en 2025. Zijn broer Sheldon en oom Etienne zijn eveneens autocoureurs.

## Carrière
Van der Linde begon zijn autosportcarrière in het karting in 2006. Hij won twee nationale kampioenschappen in 2008 en 2010. In 2011 werd hij de jongste coureur die ooit deelnam aan de Zuid-Afrikaanse Volkswagen Cup op veertienjarige leeftijd. Hij won dat jaar het rookiekampioenschap en eindigde als derde in het hoofdkampioenschap. In 2012 werd hij de jongste Zuid-Afrikaan die een nationaal kampioenschap won toen hij dit kampioenschap won, waarbij hij met een leeftijd van 16 jaar en 128 dagen slechts 142 dagen jonger was dan de vorige recordhouder, zijn oom Etienne. In 2013 won hij op zeventienjarige leeftijd de jongste winnaar ooit van de Volkswagen Scirocco R-Cup, zijn eerste internationale kampioenschap, waardoor hij door Volkswagen werd opgenomen in hun opleidingsprogramma. In 2014 werd hij de jongste coureur ooit in de ADAC GT Masters die pole position veroverde, races won en kampioen werd. Dit deed hij met René Rast als teamgenoot.
In 2015 ging het minder met Van der Linde in de ADAC GT Masters, met Stefan Wackerbauer als teamgenoot won hij weliswaar een race op de Sachsenring, maar door vele uitvalbeurten werden zij slechts veertiende in de eindstand. Dat jaar maakte hij ook zijn debuut in de TCR International Series voor het Liqui Moly Team Engstler in een Audi TT Cup tijdens het raceweekend op het Autódromo Internacional do Algarve, waar hij zich direct als vijfde kwalificeerde voor de eerste race om deze als vierde te finishen. Ondanks een uitvalbeurt in de tweede race werd hij 21e in het kampioenschap met 13 punten.